# Stenopsyche ulmeriana
Stenopsyche ulmeriana is een schietmot uit de familie Stenopsychidae. De soort komt voor in het Afrotropisch gebied.